# Thlypopsis superciliaris
El hemispingo cejudo (Thlypopsis superciliaris), también denominado frutero de cejas amarillas, hemispingus cejiblanco (en Colombia), hemispingo cejón (en Ecuador) o buscador cejas amarillas (en Venezuela), es una especie de ave paseriforme de la familia Thraupidae, perteneciente al género Thlypopsis, anteriormente situada en el género Hemispingus. Es nativo de regiones andinas del noroeste y oeste de América del Sur.

## Distribución y hábitat
Se distribuye de forma disjunta a lo largo de los Andes desde el noroeste de Venezuela hacia el sur, por Colombia, este de Ecuador, Perú, hasta el oeste de Bolivia.
Esta especie es considerada bastante común a común en sus hábitats naturales: el dosel y especialmente  los bordes de bosques montanos húmedos de altitud, principalmente entre los 2200 y los 3200 m.

## Sistemática

### Descripción original
La especie T. superciliaris fue descrita por primera vez por el naturalista francés Frédéric de Lafresnaye en el año 1840, bajo el nombre científico Arremon superciliaris. Su localidad tipo es: «Santa Fé de Bogotá, Colombia».

### Etimología
El nombre genérico femenino «Thlypopsis» se compone de las palabras griegas «thlupis»: pequeño pájaro desconocido, tal vez un pinzón o curruca, y «opsis»: con apariencia, que se parece; y el nombre de la especie «superciliaris», deriva del latín «supercilium»: supercilio, ceja, en referencia a la notoria lista superciliar de la especie.

### Taxonomía
En los años 2010, publicaciones de filogenias completas de grandes conjuntos de especies de la familia Thraupidae basadas en muestreos genéticos, permitieron comprobar que las especies antes denominadas Pyrrhocoma ruficeps y Hemispingus superciliaris —este a pesar de las significativas diferencias morfológicas y comportamentales—, estaban profundamente embutidas en un clado integrado por todas las especies de Thlypopsis, por lo que se sugirió la transferencia de ambas a este género. Debido a que Hemispingus superciliaris era la especie tipo de su género Hemispingus, este se volvió un sinónimo de Thlypopsis. La inclusión de las dos especies fue aprobada en la Propuesta N° 730.11 al Comité de Clasificación de Sudamérica (SACC).

### Subespecies
Según las clasificaciones del Congreso Ornitológico Internacional (IOC) y Clements Checklist/eBird v.2019 se reconocen siete subespecies, con su correspondiente distribución geográfica:
- Grupo monotípico chrysophrys
  - Thlypopsis superciliaris chrysophrys (P.L. Sclater & Salvin), 1875 – Andes del noroeste de Venezuela (Trujillo, Mérida y Táchira).

- Grupo politípico superciliaris:
  - Thlypopsis superciliaris superciliaris (Lafresnaye), 1840 – Andes orientales del centro de Colombia (Cundinamarca).
  - Thlypopsis superciliaris nigrifrons (Lawrence) 1875 – Andes centrales de Colombia y Ecuador.
  - Thlypopsis superciliaris maculifrons (J.T. Zimmer), 1947 – Andes del extremo suroeste de Ecuador y noroeste de Perú.

- Grupo politípico insignis/leucogastra:
  - Thlypopsis superciliaris insignis (J.T. Zimmer), 1947 – pendiente oriental de los Andes del norte y centro de Perú (Amazonas al sur hasta La Libertad).
  - Thlypopsis superciliaris leucogastra (Taczanowski) 1874 – pendiente oriental de los Andes del centro de Perú (Huánuco al sur hasta Ayacucho).

- Grupo monotípico urubambae
  - Thlypopsis superciliaris urubambae (J.T. Zimmer), 1947 – Andes del sur de Perú (Cuzco) hasta el oeste de Bolivia (La Paz).